# تام موولتون
تام موولتون (انگلیسی: Tom Moulton؛ زادهٔ ۲۹ نوامبر ۱۹۴۰) یک مهندس اهل ایالات متحده آمریکا است.